# Tignes
Tignes je obec v údolí Tarentaise v kantonu Bourg-Saint-Maurice v arrondissementu Albertville v departementu Savojsko v regionu Auvergne-Rhône-Alpes v jihovýchodní Francii. Je známá jako lyžařské středisko. Konaly se zde soutěže v akrobatickém lyžování na Zimních olympijských hrách 1992 a Zimní paralympijské hry 1992.